# Marie Svan
Karin Marie Svan, född Johansson 30 juni 1963 i  Furudal i Ore församling, är en svensk före detta längdskidåkare som på klubbnivå tävlade för IFK Ore, IFK Mora och Dala-Järna IK. Marie Svan är utbildad polis.

## Idrottskarriär
Svan var medlem av längdlandslaget under 1980-talet där hon deltog i OS 1988 och i två VM. Hennes främsta merit är en andraplats i en världscupdeltävling 1986. 
1987 kom hon 2:a i Val du Sole på 5 km klassiskt. 
1989 placerade hon sig som snabbaste kvinna i Vasaloppet, som dock inte fick någon officiell damklass förrän 1997.

## Privatliv
Marie Svan är gift med Gunde Svan. De har dottern Julia Svan, tidigare längdskidåkare, och sonen Ferry Svan, som tävlar i timbersports.
Marie Svan har deltagit som tävlande i fyra avsnitt av Fångarna på fortet: 24 oktober 1992, 16 januari 1998, 23 augusti 2010 och 1 september 2010.
Hon är utbildad polis.